# Ospedale della Pietà

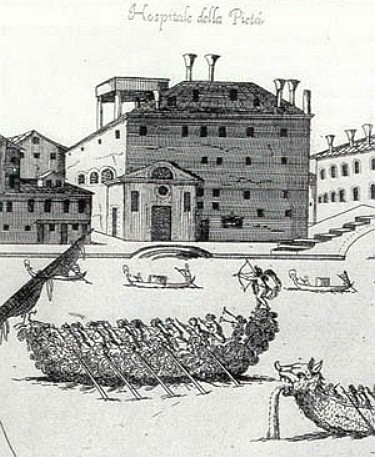
Ospedale della Pietà, afbeeldingen uit 1686

Het (Pio) Ospedale della Pietà ("(Devote) Gasthuis van Liefdadigheid") was een klooster, weeshuis en muziekschool ineen in Venetië.
Net als andere Venetiaanse ospedali werd de Pietà gesticht als opvanghuis voor behoeftigen. Een groep Venetiaanse nonnen, de Consorelle di Santa Maria dell'Umiltà ("Zusters van de heilige Maria van de Eenvoud"), vestigden de Pietà in 1346 het als liefdadig instituut voor weeskinderen en verlaten moeders met kinderen. Aanvankelijk werden zuigelingen via de scaffetta ('plank'), een vrij kleine nis in de muur, aan de instelling afgegeven. Grotere kinderen werden daar al gauw, in geval van nood, soms zelfs met enig geweld doorheen geduwd. Het is vandaag de dag niet meer bekend waar deze nis zich bevond. Rond 1800 werd deze plank vervangen door de ruota ('wiel'), een houten cilinder, hol van binnen en roterend om een verticale as. Omdat deze groter was, maakte het de overdracht van grotere kinderen dan pasgeborenen mogelijk.
Niet alleen meisjes werden toegelaten en niet alle kinderen waren wees.
In de zeventiende eeuw kregen alle vier overgebleven ospedali toenemende belangstelling met de uitvoering van gewijde muziek door hun vrouwelijke orkesten, bekend als figli di coro (kinderen van het koor). Tegen de zeventiende en achttiende eeuw waren de ospedali zeer bekend om hun volledig vrouwelijke muziekgezelschappen die toeristen en begunstigers uit heel Europa aantrokken. De regels voor de opleiding van de figlie (dochters) werden gewetensvol en nauwkeurig opgesteld en periodiek herzien. Veel concerten werden gegeven voor een select publiek. Dit publiek werd door een metalen rooster van de uitvoerders gescheiden, waardoor men de laatsten slechts als een soort schaduwen kon waarnemen. Het was meisjes namelijk verboden muziek te maken. Opvallend was dat dit nadeel (waarschijnlijk mede veroorzaakt door de opvattingen van de katholieke kerk over de rol van mannen en vrouwen) door een katholieke vrouwelijke congregatie juist in een pre kon worden omgebogen. Toen het instituut steeds meer gewaardeerd werd, ontving het soms ook (niet altijd gelegitimeerd) kinderen van de adel. In latere jaren van de Venetiaanse republiek, die in 1797 instortte, accepteerde het ook adolescente musici. Deze werden figli di spese (kostgangers) genoemd, wier verblijf door buitenlandse hoven en hoogwaardigheidsbekleders werd voldaan.
Componist Antonio Vivaldi werd in 1703 tot vioolleraar benoemd en diende in diverse functies tot 1715 en later weer van 1723 tot 1740. Veel van zijn gewijde en vocale muziek schreef hij om in de Pietà te worden uitgevoerd. Het conservatorium ervan bleef actief tot 1830. Andere ospedali stopten al eerder in de 19e eeuw.
Jean-Jacques Rousseau bezocht het instituut in 1770. Zijn verslag bevat zijn impressies van dat moment. Na beschreven te hebben hoe de uitvoerders achter roosters plaatshadden, schrijft hij in zijn Belijdenissen: "Ik heb niet het idee van iets zo zinnelijks en aangrijpends als deze muziek; de rijkdom van kunst, de verfijnde smaak van het vocale deel, de uitmuntende stemmen, de nauwkeurigheid van uitvoering, alles in deze betoverend mooie concerten klopt om een indruk te geven die zeker niet overeenkomt met de huidige smaakopvattingen, maar waarvoor naar mijn mening geen hart gesloten is."

## Tegenwoordig
De Piéta heeft tegenwoordig verscheidene sociale inrichtingen, zoals een huis voor vrouwen en inrichtingen voor de hulp aan zuigelingen en kleine kinderen, hulpzoekende minderjarige zwangere vrouwen en moeders met kleine kinderen. Er is een babyluik (culla segreta) en er zijn ruimten waar ouders die onenigheid hebben, bijvoorbeeld na een scheiding, toch hun kinderen in een beschermde omgeving kunnen zien. In Mira, een deel van de regio Venetië, kunnen verlaten of verwaarloosde kinderen en jeugdigen uit problematische sociale verhoudingen worden opgevangen.
Gebouwen van het oude Ospedale in de Calle de la Pietà (historisch: Calle della Pietà) in de onmiddellijke nabijheid van de kerk Santa Maria della Pietà. In de traditie van Venetiaanse pelgrimherbergen biedt het, in de gerestaureerde ruimten van het oude weeshuis, betaalbare onderkomens voor pelgrims en studenten aan.

## Dirigenten en componisten van naam bij het Ospedale della Pietà
- Antonio Gualtieri tot 1649
- Carlo Fedeli, 1662-1672 instrumentmeester
- Johann Rosenmüller, tussen 1678 en 1682 huiscomponist van het Ospedale
- Francesco Gasparini, 1701-1713 koorleider
- Antonio Vivaldi, 1703-1738 (met onderbrekingen), eerst als eerste violist, vanaf 1716 als componist-dirigent
- Antonio Vandini, 1720-1721 violoncellomeester
- Carlo Luigi Pietragrua, 1719-1726, koorleider
- Giovanni Porta, 1726-1737 koorleider
- Gennaro D'Alessandro, 1739-1740 koorleider
- Nicola Porpora, 1742-1743 koorleider
- Andrea Bernasconi, 1744-1753 koorleider
- Gaetano Latilla, 1753-66 koorleider
- Bonaventura Furlanetto, 1768-1817 koorleider
- Giovanni Agostino Perotti, 1817-1828 koorleider

- Library of Congress Control Number: nr97029015
- Nationale Bibliotheek van Israël: 987007575174805171
- Virtual International Authority File: 136493680